# L'Histoire de Pixar
 (janvier 2024).
Pour plus de détails, voir Fiche technique et Distribution.
L'Histoire de Pixar (The Pixar Story) est un documentaire américain de Leslie Iwerks sorti en 2007.

## Synopsis
Ce documentaire retrace l'histoire de Pixar.

## Fiche technique
Sauf mention contraire, cette fiche technique est établie à partir d'IMDb
- Titre original : The Pixar Story
- Titre français : L'Histoire de Pixar
- Réalisation, scénario et production : Leslie Iwerks
- Photographie : Suki Medencevic
- Montage : Leslie Iwerks et Stephen Myers, A.C.E
- Musique : Jeff Beal
- Société de production : Leslie Iwerks Productions et Pixar Animation Studios
- Société de distribution : Buena Vista Distribution Company
- Pays d'origine :  États-Unis
- Langue originale : anglais
- Format : Couleur (Technicolor) - 35 mm - 1,85:1 - Filmé en Panaflex - Son : Dolby
- Genre : Documentaire
- Durée : 87 minutes
- Dates de sortie : 
  -  États-Unis : 28 août 2007

## Distribution
- Steve Jobs : l'investisseur principal et cofondateur de Pixar
- John Lasseter : le cofondateur et visionnaire de Pixar
- Tom Hanks : l'acteur, incarné le shérif Woody
- Tim Allen : l'acteur, incarné Buzz l'Éclair
- Pete Docter : le réalisateur de Monstres et Cie
- Andrew Stanton : le réalisateur de  Le Monde de Nemo
- Brad Bird : le réalisateur de Les Indestructibles
- Joe Ranft : le coréalisateur de Cars
- Edwin Catmull : le premier directeur technique et fondateur de Pixar
- Billy Crystal – l'acteur, incarné Bob Razowski dans Monstres et Cie et Monstres Academy
- Michael Eisner – l'ancien PDG de The Walt Disney Company
- Bob Iger – le PDG de The Walt Disney Company
- George Lucas : le fondateur de Lucasfilm, la fondation originale de Pixar
- Alvy Ray Smith : le cofondateur de l'entreprise Pixar
- James Ford Murphy : le responsable de l'animation et réalisateur Lava
- Diane Disney Miller : la fille de Walt Disney et épouse de l'ancien PDG de Disney, Ron Miller
- Nancy Lasseter : l’épouse de John Lasseter
- Marc Davis : l'animateur
- Stacy Keach : le narrateur

## Distinctions
Le film a été nommé pour le Primetime Emmy Award du Meilleur programme documentaire spécial.